# 莫奈 (奥恩省)
莫奈（法語：Monnai，法語發音：[mɔnɛ] ⓘ）是法国奥恩省的一个旧市镇，位于该省东北部，属于阿让唐区。2016年1月1日，莫奈和相邻的另外9个市镇合并为新市镇乌什堡。

## 地理
莫奈（48°53'32"N, 0°23'51"E）面积15.52 平方千米，位于法国诺曼底大区奧恩省，该省份为法国西北部内陆省份，北起顺时针与卡爾瓦多斯省、厄尔省、厄尔-卢瓦省、萨尔特省、马耶讷省和芒什省接壤。
与莫奈接壤的市镇（或旧市镇、城区）包括：圣洛朗迪唐斯芒、韦尔讷斯、厄贡、圣日耳曼多奈、欧日地区萨普、乌什地区维莱。

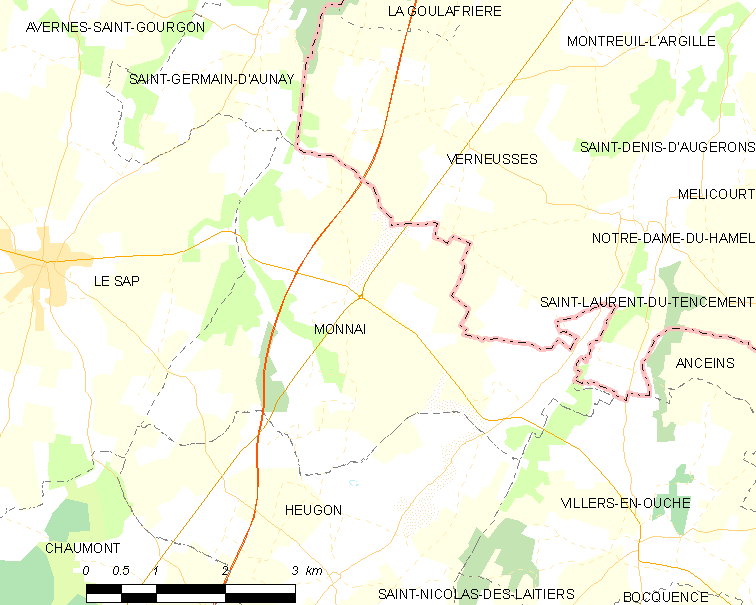
的OSM定位图

莫奈的时区为UTC+01:00、UTC+02:00（夏令时）。

## 行政
莫奈的邮政编码为61470，INSEE市镇编码为61282。

## 政治
莫奈所属的省级选区为赖村县。

## 人口

1962-2008年间人口变化图示

莫奈于2018年1月1日时的人口数量为265人。